# Konfetti (film fra 1916)
 For alternative betydninger, se Konfetti (flertydig). (Se også artikler, som begynder med Konfetti)
Konfetti er en dansk stumfilm fra 1916 instrueret af Lau Lauritzen Sr. og efter manuskript af Peter Palludan.

## Handling
Denne artikel mangler et handlingsreferat. Hjælp os med at skrive det.

## Medvirkende
- Lauritz Olsen
- Betzy Kofoed
- Christian Schrøder
- Astrid Krygell